# 簸箕粄

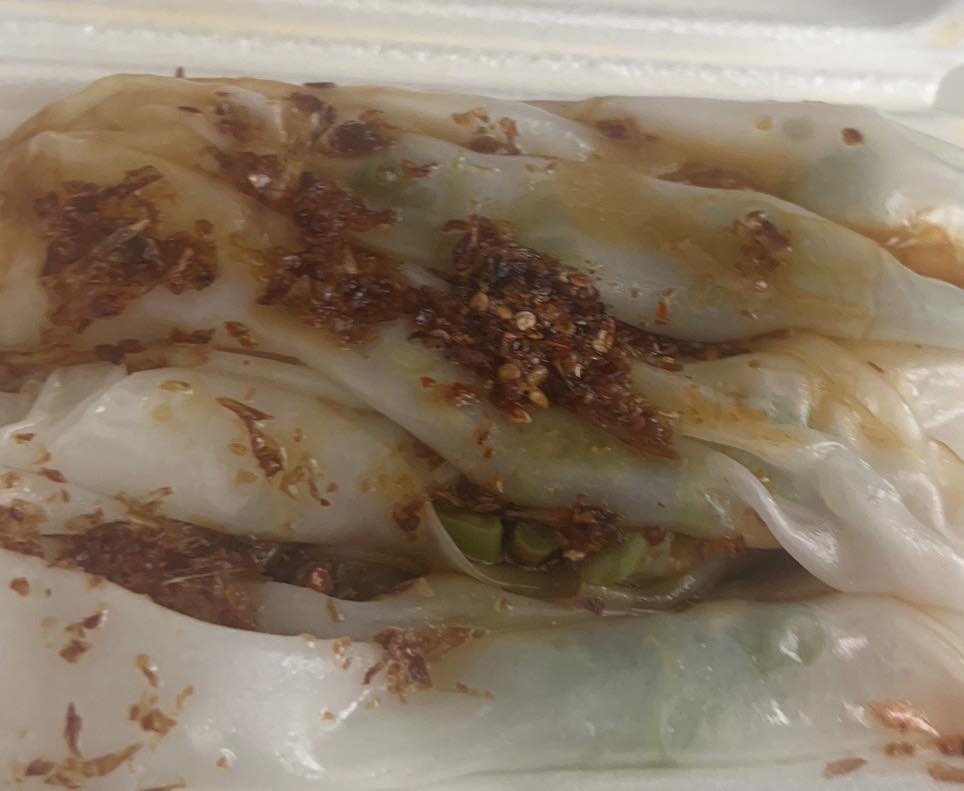
长豆簸箕板

簸箕粄又稱簸箕板，客家小吃，有些地方又名卷粄、笼床粄、笼床板等。主要分布于闽西、粤西、赣南的客家，与广东的拉腸粉很相似，因此许多人将其混为一谈，其实其工艺和用料上并不相同。20世纪90年代以前在闽西客家绝大多是地区中几乎家家户户都会制作。

## 工艺
手工艺的差别，会对口感带来较大的差异。其工艺简单的说就是将大米浸泡后磨成米浆，舀入直径约三十公分的圆形簸箕内，左右摇动使米浆均匀，再入锅用猛火蒸。约五分钟后将蒸熟的薄薄一层米浆揭下，把炒熟的碎肉、蔬菜、虾米、香菇等馅放入（馅的用料变化很大，主要根据各地或个人的喜好配制），卷成筒状，浇上用酱汁即可。